# F.C. De Kampioenen seizoen 5
Reeks 5 van F.C. De Kampioenen werd voor de eerste keer uitgezonden tussen 3 december 1994 en 25 februari 1995. De reeks telt 13 afleveringen. Aan het begin van de reeks was er een nieuw hoofdpersonage: Pol De Tremmerie (vertolkt door Ben Rottiers) verving Pico Coppens (vertolkt door Walter Michiels). Marc Vertongen (vertolkt door Herman Verbruggen), die tijdens het vierde seizoen een hoofdpersonage werd, kwam in de plaats van Oscar Crucke (vertolkt door Carry Goossens). Er was ook een nieuwe begingeneriek met Marc en Pol. 

## Overzicht
| Nr. serie | Nr. reeks | Titel van aflevering | Scenarist(en)      | Uitzenddatum     |  |
| --- | --------- | -------------------- | ------------------ | ---------------- |  |
| 53 | 1         | De nieuwe start      | Frank Van Laecke   | 3 december 1994  |  |
| Sinds dat Pico is vertrokken met zijn nieuwe vriendin: Ria De Stekker en Oscar bij de Hare Krishna's in Katmandu zit, draait het vierkant bij de Kampioenen. Boma wordt tijdelijk trainer-voorzitter maar behaald maar geen resultaat. Hij dreigt het veld te verkopen aan DDT als de Kampioenen hun match verliezen. De ploeg, onder leiding van Xavier krijgt hulp van Pol De Tremmerie, een neef van DDT die 5 jaar in Afrika werkte als ontwikkelingshelper, komt in België wonen. |           |                      |                    |                  |  |
| 54 | 2         | De huwelijksmakelaar | René Swartenbroekx | 10 december 1994 |  |
| Pascale wint een cruise voor 2 personen. Ze gaat op zoek naar een partner. Carmen wil haar koppelen aan Alex Cooremans, een voetbaltrainer. Alex denkt echter dat het om een andere "Madame Crucke" gaat. Door een misverstand denken de andere Kampioenen dat Pol en Pascale een koppel zijn. |           |                      |                    |                  |  |
| 55 | 3         | Liefde is blind      | Anton Klee         | 17 december 1994 |  |
| DDT en Boma zijn uit op dezelfde vrouw: Lea De Wilde. De Kampioenen willen bewijzen dat het voor enkl om het geld te doen is. |           |                      |                    |                  |  |
| 56 | 4         | Overtijd             | René Swartenbroekx | 24 december 1994 |  |
| Wanneer Bieke "over tijd" is met een artikel, denken de Kampioenen dat ze zwanger is. Door een misverstand denkt Marc dat Bieke zwanger is van een andere man en denkt Bieke dat Marc een andere vrouw heeft zwanger gemaakt. |           |                      |                    |                  |  |
| 57 | 5         | Vrouwenhandel        | Jan Schuermans     | 31 december 1994 |  |
| DDT wil in de verkoop van exotisch vlees stappen. De Kampioenen denken echter dat hij in de vrouwenhandel beland is. |           |                      |                    |                  |  |
| 58 | 6         | De filmster          | Anton Klee         | 7 januari 1995   |  |
| Er wordt een promotiefilmpje voor het leger opgenomen. Xavier maakt de ene verspreking na de andere, Carmen waant zich een filmster, Pascale maakt van haar café een taverne en DDT en Boma proberen reclame te maken voor hun producten. Daardoor lopen de opnames echter in het honderd. |           |                      |                    |                  |  |
| 59 | 7         | Boma's list          | Frank Van Laecke   | 14 januari 1995  |  |
| Doortje wil een relatie met Pol. Boma wil een relatie met Pascale. Wanneer duidelijk antwoorden van hun geliefden uitblijven, doen Boma en Doortje alsof ze een koppel zijn. |           |                      |                    |                  |  |
| 60 | 8         | De stagiaire         | Jan Schuermans     | 21 januari 1995  |  |
| Pascale wil van het café een taverne maken. Ze kan echter niet op steun rekenen van haar dochter en vriendinnen dus vraagt ze aan Pol om een stagiair. Ondertussen heeft DDT het erg druk en heeft hij hetzelfde idee. De stagiair blijkt een vrouw te zijn die niks van koken kent maar een crack is in automechanica en loodgieterij. De Kampioenen zorgen ervoor dat DDT niet te weten komt dat het zijn stagiaire is.                                                              |           |                      |                    |                  |  |
| 61 | 9         | Marc macho           | Wout Thielemans    | 28 januari 1995  |  |
| Marc heeft moeite met voor zichzelf op te komen. Als de situatie niet betert, wilt Bieke hem niet meer zien. Hij volgt een workshop zelfvertrouwen. Marc keert als een echte macho terug maar niet iedereen is even blij met deze metamorfose. |           |                      |                    |                  |  |
| 62 | 10        | De steward           | Jan Schuermans     | 4 februari 1995  |  |
| De Kampioenen nemen een steward aan. Hij blijkt een ex van Carmen te zijn. Carmen maakt plannen om Xavier te verlaten. |           |                      |                    |                  |  |
| 63 | 11        | De clubkas           | René Swartenbroekx | 11 februari 1995 |  |
| De Kampioenen organiseren een succesvolle tombola. Pol heeft geen geld om een Valentijnscadeautje te kopen voor Doortje. Dus leent hij die bij DDT. Al snel heeft iedereen 25000 frank nodig. Dat is toevallig het bedrag van de opbrengst van de tombola en Carmen denkt dat Marc deze heeft gestolen. |           |                      |                    |                  |  |
| 64 | 12        | Aardstralen          | Anton Klee         | 18 februari 1995 |  |
| Carmen spoort aardstralen op met een wichelroede. Ze denkt dat de slechte uitslagen van de Kampioenen en de slaapproblemen van Pascale daaraan te wijten zijn. DDT zorgt ervoor dat iedereen daadwerkelijk gelooft dat het veld negatief geladen is. |           |                      |                    |                  |  |
| 65 | 13        | DDT getrouwd         | Anton Klee         | 25 februari 1995 |  |
| Ma DDT heeft de ideale vrouw voor DDT gevonden. DDT en Pascale doen alsof ze een relatie hebben om Ma DDT te misleiden. |           |                      |                    |                  |  |

## Hoofdcast
- Marijn Devalck (Balthasar Boma)
- Loes Van den Heuvel (Carmen Waterslaeghers)
- Johny Voners (Xavier Waterslaeghers)
- Ann Tuts (Doortje Van Hoeck)
- Ben Rottiers (Pol De Tremmerie)
- An Swartenbroekx (Bieke Crucke)
- Herman Verbruggen (Marc Vertongen)
- Danni Heylen (Pascale De Backer)
- Jacques Vermeire (Dimitri De Tremmerie)

## Vaste gastacteurs
(Personages die door de reeksen heen meerdere keren opduiken)
- Jenny Tanghe (Georgette "Ma DDT" Verreth)

## Productie
- Bruno Raes